# Turbanella scilloniensis
Turbanella scilloniensis is een buikharige uit de familie Turbanellidae. Het dier komt uit het geslacht Turbanella. Turbanella scilloniensis werd in 2008 voor het eerst wetenschappelijk beschreven door Hummon. 